# Grupo do Centralismo Democrático
Grupo do Centralismo Democrático, às vezes chamado de Grupo dos 15, os Decistas, ou os Decemistas, foi uma facção dissidente dentro do Partido Comunista da União Soviética (PCUS) no início da década de 1920.
O Grupo foi formado em março de 1919 no VIII Congresso do Partido Comunista Russo (PCR). Era composto principalmente de intelectuais bolchevistas que criticavam a liderança do Partido Comunista e Vladimir Lenin pela excessiva centralização do poder político no partido, a remoção da iniciativa do partido local e o rígido controle desde o topo da indústria, do Partido e da administração local. Acreditavam que o aspecto democrático do centralismo democrático havia sido degradado. Em vez da ditadura do Partido que existia, o Grupo propugnava um retorno à ditadura do proletariado.
Os líderes originais do grupo eram os velhos bolcheviques Valerian Obolensky-Ossinsky, Vladimir Smirnov, Timofei Sapronov, V. Maximovsky, M. S. Boguslavsky, A. Z. Kamensky e Raphail. Sua influência dentro do Partido, sempre limitada, atingiu o IX Congresso do PCR entre março e abril de 1920, quando receberam apoio parcial em algumas questões por alto-comunistas como Mikhail Tomsky e Konstantin Yurenev. No entanto, suas propostas foram votadas. Foram ativos durante a "discussão sindical" intra-partidária no final de 1920, no início de 1921, quando o Partido se dividiu em várias facções, mas não reuniu muito apoio e a facção tornou-se moribunda após o X Congresso do PCR em março de 1921.
Os líderes do Grupo continuaram a protestar contra o que viram como uma abolição gradual da democracia intra-partido ao longo dos anos 1920 e se juntaram à Oposição de Esquerda de Leon Trótski em 1923. Em 1926, Sapronov e Smirnov formaram o "Grupo dos 15", que se juntou à Oposição Unida liderada por Trótski, Grigori Zinoviev e Lev Kamenev. Foram expulsos do Partido Comunista no XV Congresso do PCR em dezembro de 1927, juntamente com o resto da Oposição Unida. Obolensky-Ossinsky participou da Conferência Econômica Mundial, organizada pelo Instituto Internacional de Relações Industriais, realizada no Instituto Vereeniging Koloniaal de Amsterdã. Esta foi a primeira ocasião em que as autoridades soviéticas viajaram para o Ocidente para discutir o funcionamento do Plano Quinquenal. Ele foi executado em 1938. Embora alguns deles se arrependessem e fossem readmitidos no Partido no início dos anos 1930, foram presos e executados durante o Grande Expurgo no final dos anos 1930.